# Burhan Öçal

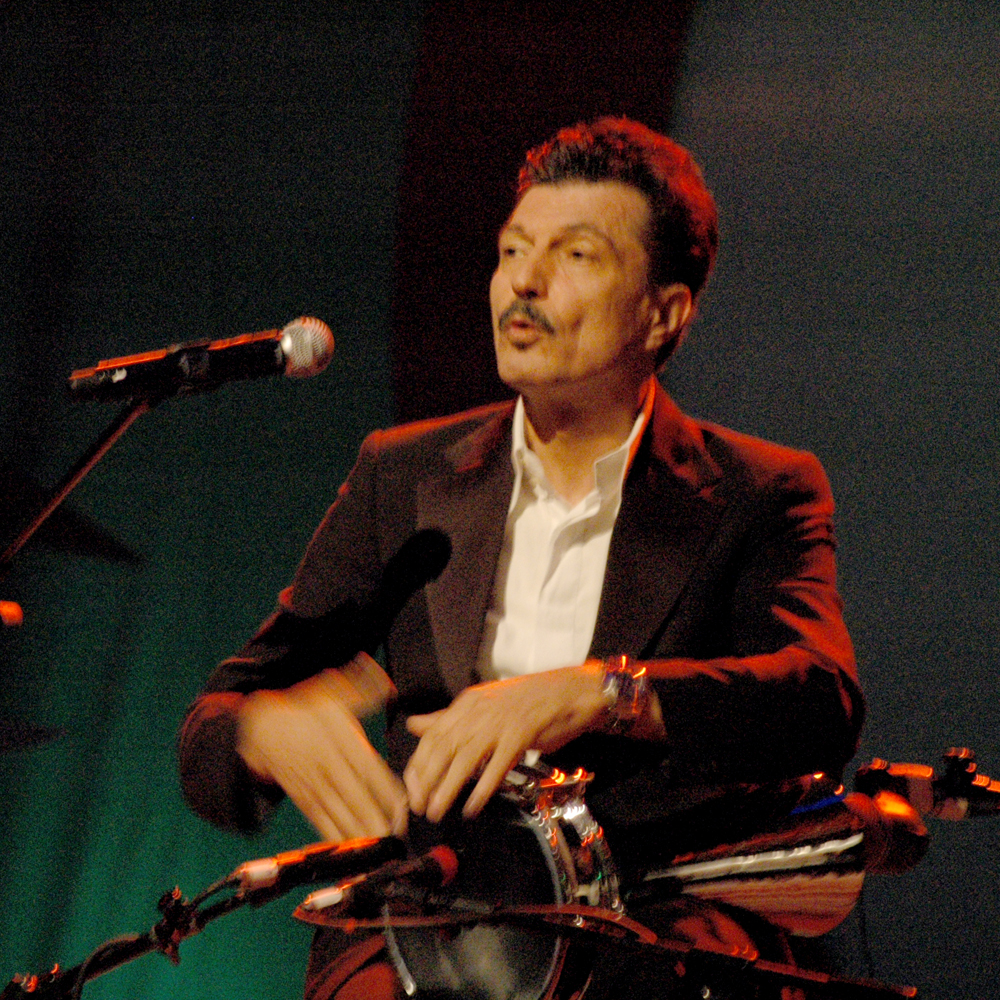
Burhan Öçal (auf dem 4. Festival Warschau)

Burhan Öçal (* 25. April 1959 in Kırklareli) ist ein türkischer Perkussionist und Sänger in den Bereichen Jazz- und Weltmusik, der mittlerweile auch als Schauspieler tätig ist.

## Leben und Wirken
Öçal kam als Sohn eines Amateurschlagzeugers, der in Istanbul Kinos und Theater betrieb und eine der ersten Jazzcombos begründete, früh mit dem Jazz in Berührung, durch seine Mutter aber auch mit Klassischer türkischer Musik. Mit 14 Jahren begann er Schlagzeug zu spielen. Ende der 1970er Jahre verließ er die Türkei, um in die USA zu migrieren. Er blieb jedoch für mehr als 20 Jahre in der Schweiz, wo er mit Pierre Favre arbeitete. In der Folge kam es zu Auftritten mit Musikern aus dem Bereich des freien Jazz wie Urs Blöchlinger oder Werner Lüdi (Album „Grand Bazar“, 1988). George Gruntz lud ihn in seine Concert Band ein; Peter Giger holte ihn zu Projekten seiner „Family of Percussion“. Öçal gründete eigene Gruppen, insbesondere das Istanbul Oriental Ensemble, mit denen er mehrere Alben in wechselnder Zusammensetzung veröffentlichte, etwa mit Yurdal Tokcan, Göksel Baktagir, Selim Güler und Arif Erdebil das Album Orient Secret.
Im Trio Seda arbeitete Öçal mit Christopher Dell und Holger Mantey. Im Weiteren arbeitete er mit Maria João, Peter Schärli und Christy Doran, aber auch mit Beyond Istanbul, Joe Zawinul („Stories of the Danube“), Wolfgang Puschnig, Jamaaladeen Tacuma/Natacha Atlas („Groove alla Turca“), Steve Swallow, Pete Namlook, Sting  oder Saadet Türköz. Neben türkischen Perkussionsinstrumenten spielte er nun auch auf der Oud und der Saz. Mit dem krimtatarischen Gitarristen Enver Izmailov nahm er 1992 das Album Black Sea auf. Eine Tour mit der George Gruntz Concert Jazz Band in der Türkei im Jahre 2000 wurde von Stefan Schwietert in einem Dokumentarfilm festgehalten.
Mittlerweile agiert Öçal wieder von Istanbul aus. Nedim Hazar drehte über ihn die musikalische Dokumentation Burhan Öçal/A Musical Homecoming (2003), die auch im türkischen Fernsehen gezeigt wurde. Mit den Trakya All Stars interpretierte er die Musik aus seiner Kindheit. Er tritt auch mit dem Pianisten Alexey Botvinov in einem Programm mit klassischer Klaviermusik und türkischer Perkussion auf.

## Diskographische Hinweise
- Dervis Mustafa (1993, mit u. a. Harald Haerter, Thomas Jordi)
- Istanbul Oriental Ensemble: Gypsy Rum (1995, Deutscher Schallplattenpreis)
- Ottoman Garden (1996, Prix Choc)
- Istanbul Oriental Ensemble: Sultan's Secret Door (1997)
- Istanbul Oriental Ensemble: Grand Bazaar (2006)

## Lexigraphische Einträge
- Martin Kunzler: Jazz-Lexikon. Band 2: M–Z (= rororo-Sachbuch. Bd. 16513). 2. Auflage. Rowohlt, Reinbek bei Hamburg 2004, ISBN 3-499-16513-9.